# Gammel Sogn Kirke
Gammel Sogn Kirke (eller Gammelsogn Kirke) er en romansk bygning ca. 75 m nord for Ringkøbing Fjord og ca. to kilometer vest for Ringkøbing. Kirken er bygget o. 1175. Nyere arkæologiske undersøgelser har påvist en bebyggelse vest for kirken i "vikingetiden". Kirkens tårn og spir var ca. 12 m højere til 1847 og fungerede som sømærke. Indvendigt har kirken en række kalkmalerier.
Ved restaurering i 1970 blev der afdækket rester af malerier fra kirkens tidligste tid. Der ses motiver fra Juleevangeliet. Fra højre: Josef ses sovende på en stol. Jomfru Marias ansigt ses stadig. Rester af blå maling af Lapis lazuli. Yderst mod venstre: kvindeskikkelser. Henover maleriet ses markeringslinjer efter et maleri af en legemsstor kvindeskikkelse som i 1300-tallet er malet over det oprindelige motiv. På nordvæggen ses Nordeuropas tidligste maleri af "Jomfru Marias Himmelfart". Yderligere ses maleri af ærkeenglen Michael som sjælevejer. Kunstneren kaldes "Højby-maleren" efter "Højby kirke" i Odsherred.
Forfatteren Ebbe Kløvedal Reich lader dele af sin historiske roman "En engels vinger" fra 1990 foregå omkring Gammel Sogn kirke. Julie Hastrup lader sin kriminalroman fra 2015, Farlig fortid, delvist foregå omkring Gammel Sogn Kirke.
I sommeren 2023 blev kirken ved en afstemning blandt Kristeligt Dagblads læsere udnævnt til Danmarks Smukkeste Kirke.

## Eksterne kilder og henvisninger
- Wikimedia Commons har flere filer relateret til Gammel Sogn Kirke
- Gammel Sogn Kirke Arkiveret 31. januar 2011 hos  Wayback Machine hos nordenskirker.dk
- Gammel Sogn Kirke hos KortTilKirken.dk
- Gammel Sogn Kirke i J.P. Trap: Kongeriget Danmark, udarbejdet af H. Weitemeyer (3. udgave, 5. bind, 1906)